# Kratos
Kratos (altgriechisch Κράτος Krátos, deutsch ‚Macht, Stärke‘) ist in der griechischen Mythologie die Personifikation der Macht und rohen Gewalt. Bei Hyginus wird er mit lateinischem Namen Potestas genannt.

Er ist ein Sohn des Pallas und der Styx. Seine Geschwister sind Zelos („Eifer“), Bia („Gewalt“) und Nike („Sieg“).
Wie seine Geschwister ist er ständiger Begleiter des Zeus, mit ihrem Vater Pallas kämpfen sie in der Titanomachie gegen die Titanen. Gemeinsam mit Bia wird er damit beauftragt, Prometheus an den Kaukasus zu schmieden, da Prometheus den Menschen das Feuer gebracht hatte.

## Trivia
Die gleichnamigen ersten sieben Teile der Videospielreihe God of War zeigen eine phantastische Version der griechischen Antike, in der man Kratos als Protagonisten selbst steuert.